# Guerra de Recia (430)
La guerra de Recia del año 430 fue un conflicto bélico ocurrido en el Imperio romano de Occidente. Enfrentó a los alamanes jutungos contra un ejército imperial dirigido por Aecio por el control de la provincia de Recia Segunda.

## Antecedentes
En el año 429 los vándalos establecidos en Hispania cruzaron el estrecho de Gibraltar y abrieron un nuevo y  peligroso frente bélico al Imperio occidental. Para mayo de 430 habían vencido al ejército romano junto a Hipona y puesto bajo asedio la ciudad. El peligro que suponía para el Imperio perder sus provincias más ricas hizo que agrupase tropas de sus provincias europeas en Italia para enviarlas a África.

## Desarrollo
Tal y como había ocurrido en otras ocasiones durante la historia del Imperio, la situación de crisis militar y retirada de tropas para atender otros frentes, animó a otros pueblos bárbaros para atacar también. En este caso, fueron los jutungos quienes, a finales de 429 o comienzos de 430, cruzaron el Danubio e invadieron la provincia de Recia Segunda.
Las noticias llegaron al gobierno de Rávena y se preparó una campaña para recuperar la provincia. El mando se asignó a Aecio quien acababa de ser ascendido a magister militum tras sus éxitos en la Galia. Tan pronto como los pasos alpinos estuvieron practicables, en 430, el ejército se dirigió al norte y se encontró con los jutungos contra los que se enfrentó en batalla, probablemente, junto a la ciudad de Augusta Vindelicorum (la actual Augsburgo). El encuentro se saldó con una rápida y completa victoria de los romanos donde parece que Flavio Merobaudes tuvo una actuación destacada.
Aecio no persiguió a los jutungos en retirada más allá del río debido a que le llegaron noticias de que Félix conspiraba contra él. Rápidamente volvió con el ejército a Italia y para mayo ya se encontraba en Rávena.

## Consecuencias y acontecimientos posteriores
La derrota de los jutungos tuvo que ser completa ya que tras esta guerra desparecieron de las fuentes históricas como una rama individual dentro de los alamanes. En cuanto a la provincia de Recia Segunda, no parece haber sido objeto de nuevas invasiones durante los años posteriores aunque se abandonó paulatinamente por el Imperio porque este conflicto fue la última constancia que se tiene de la actuación o presencia de tropas regulares romanas en ella.